# 110 Lídia
Lídia (asteroide 110) é um asteroide da cintura principal com um diâmetro de 86,09 quilómetros, a 2,5205058 UA. Possui uma excentricidade de 0,0781141 e um período orbital de 1 651,25 dias (4,52 anos).
110 Lídia tem uma velocidade orbital média de 18,0130591 km/s e uma inclinação de 5,97379º.
Este asteroide foi descoberto em 19 de abril de 1870 por Alphonse Borrelly. Seu nome é em homenagem à Lídia, um antigo reino localizado na Ásia Menor.